# Europa Cup (korfbal) 2000
De Europacup korfbal 2000 was de 15e editie van dit internationale zaalkorfbaltoernooi. Het werd van 13 tot en met 15 januari 2000 gehouden in de Nederlandse plaats Papendrecht.

## Deelnemers

### Poule A
| Club                           | Plaats      |
| ------------------------------ | ----------- |
| PKC                            | Papendrecht |
| Grupo Desportivo dos Bons Dias | Lissabon    |
| Mitcham                        | Londen      |
| AWF Warszawa                   | Warschau    |

### Poule B
| Club         | Plaats         |
| ------------ | -------------- |
| Sikopi       | Antwerpen      |
| Adler Rauxel | Castrop-Rauxel |
| L'Autònoma   | Barcelona      |
| VKC Kolín    | Kolín          |

## Poulefase

### Poule A
| Thuisploeg |   | Uitploeg     | Uitslag |
| ---------- | - | ------------ | ------- |
| GDdBD      | - | AWF Warszawa | 20-17   |
| PKC        | - | Mitcham      | 31-8    |
| Mitcham    | - | GDdBD        | 20-18   |
| PKC        | - | AWF Warszawa | 31-12   |
| Mitcham    | - | AWF Warszawa | 25-16   |
| PKC        | - | GDdBD        | 30-7    |

### Poule B
| Thuisploeg   |   | Uitploeg     | Uitslag |
| ------------ | - | ------------ | ------- |
| VKC Kolín    | - | Adler Rauxel | 20-25   |
| Sikopi       | - | L'Autonoma   | 34-7    |
| Adler Rauxel | - | L'Autonoma   | 19-15   |
| Sikopi       | - | VKC Kolín    | 28-13   |
| VKC Kolín    | - | L'Autonoma   | 21-8    |
| Sikopi       | - | Adler Rauxel | 33-9    |

## Finales
| 7e&8e plaats |              |    |
|              |              |    |
| A4           | AWF Warszawa | 21 |
| B4           | L'Autonoma   | 10 |

| 5e&6e plaats |           |    |
|              |           |    |
| A3           | GDdBD     | 18 |
| B3           | VKC Kolín | 17 |

| 3e&4e plaats |              |    |
|              |              |    |
| A2           | Mitcham      | 19 |
| B2           | Adler Rauxel | 20 |

| Finale |        |    |
|        |        |    |
| A1     | PKC    | 19 |
| B1     | Sikopi | 16 |

| Kampioen EuropaCup 2000 |
| ----------------------- |
| PKC Vierde titel        |

## Eindklassement
| Positie | Club         |
| ------- | ------------ |
| Goud    | PKC          |
| Zilver  | Sikopi       |
| Brons   | Adler Rauxel |
| 4       | Mitcham      |
| 5       | GDdBD        |
| 6       | VKC Kolín    |
| 7       | AWF Warszawa |
| 8       | L'Autonoma   |

1967 ·
1968 ·
1969 ·
1970 ·
1971 ·
1972 ·
1973 ·
1974 ·
1975 ·
1976 ·
1977 ·
1978 ·
1979 ·
1980 ·
1981 ·
1982 ·
1983 ·
1985 ·
1986 ·
1988 ·
1989 ·
1990 ·
1991 ·
1992 ·
1993 ·
1994 ·
1995 ·
1996 ·
1997 ·
1998 ·
1999 ·
2000 ·

2001 ·
2002 ·
2003 ·
2004 ·
2005 ·
2006 ·
2007 ·
2008 ·
2009 ·
2010 ·
2011 ·
2012 ·
2013 ·
2014 ·
2015 ·
2016 ·
2017 ·
2018 ·
2019 ·
2020 ·
2021 ·
2022